# هوستون هارت
هوستون هارت (بالإنجليزية: Houston Harte)‏ هو كاتب أمريكي، ولد في 12 يناير 1893، وتوفي في 1972.